# Navia (gênero)
Navia Schult.f.  é um género botânico pertencente à família Bromeliaceae, subfamília Pitcairnioideae.
O gênero foi nomeado em honra ao´botânico Americano Lyman Bradford Smith (1904-1997).
Descoberta em 1830 na Guiana, são cultivadas como plantas ornamentais devido a beleza de suas folhagens e inflorescências.
O gênero apresenta em torno de 90 espécies. Suas plantas são encontradas na Colômbia, Venezuela, Brasil e Guiana.

## Principais espécies
- Navia arida L.B.Smith & Steyermark
- Navia igneosicola L.B.Smith, Steyermark & Robinson
- Navia jauana L.B.Smith, Steyermark & Robinson
- Navia mosaica B.Holst
- Navia paruana B.Holst
- Navia phelpsiae L.B.Smith
- Navia pungens L.B.Smith
- Navia tentaculata B.Holst
- «PPP-Index Lista completa»